# Raión de Cherykov
Cherykov (en bielorruso: Чэрыкаўскі раён) es un raión o distrito de Bielorrusia, en la provincia (óblast) de Maguilov. 
Comprende una superficie de 1022 km².

## Demografía
Según estimación 2010 contaba con una población total de 14875 habitantes.